# Directa ad decessorem
Directa ad decessorem sind die Anfangsworte eines Schreibens des Papstes Siricius an Bischof Himerius von Tarragona vom 10. Februar 385, unter denen dieser Brief in der Forschung bekannt ist. Der Brief (Jaffé-Nummer JK 255; CPL-Nummer 1637) gilt als die erste erhaltene Dekretale.

## Inhalt
Der Brief ist eine Antwort auf ein Schreiben, das Himerius an den inzwischen verstorbenen Papst Damasus I. gerichtet hatte; er ahmt in seiner Form ein kaiserliches Reskript nach. Siricius behandelt dabei eine Reihe von Themen: Arianer, die sich zum Katholizismus bekehren, dürfen nicht erneut getauft werden; Taufen dürfen allgemein nur an Ostern und Pfingsten vorgenommen werden, es sei denn, es bestehe die Gefahr, die Person würde sonst ungetauft sterben (Nottaufe); Apostaten, die den heidnischen Göttern geopfert haben, dann aber wieder zum Christentum zurückkehrten, müssten lebenslänglich Buße tun; kein Mann darf ein Mädchen heiraten, das bereits mit einem anderen verlobt ist; Sünder, die nach abgeleisteter Buße wieder sündigten, könnten durch Gebet am Gottesdienst teilnehmen, aber auf keinen Fall die Eucharistie empfangen, und nur aus Nachsicht ein Viaticum; Mönche und Nonnen, die Nachkommen gezeugt haben, sollen aus ihren Gemeinschaften verstoßen und schwer bestraft werden sowie lebenslänglich Buße tun.
Ausführlich widmet sich Siricius der Ehe und Sexualität des Klerus: Bischöfe, Priester und Diakone dürfen nur einmal im Leben heiraten, und zwar eine Jungfrau; heiraten sie erneut, verlieren sie ihr kirchliches Amt. Bereits ab dem Diakonat müssen Kleriker mit ihren Ehefrauen sexuell enthaltsam leben. Als Muster einer klerikalen Karriere skizziert Siricius, wie ein späterer Bischof zunächst als Kind getauft und danach Lektor werde; nach der Pubertät heiratet er. Dann, aber nicht vor dem 30. Lebensjahr, könne er Akolyth und Subdiakon werden; entschließt er sich dann, Diakon zu werden, müssen er und seine Frau schon vor der Weihe eine Zeitlang und danach dauerhaft sexuell enthaltsam leben. Nach fünf Jahren Bewährung als Diakon könne er dann zum Priester und nach weiteren zehn Jahren zum Bischof geweiht werden. Für Christen, die erst als Erwachsene getauft worden waren, sieht Siricius eine schnellere Folge der Weihegrade vor. Ausdrücklich bezeichnet Siricius es als wünschenswert, dass auch Mönche klerikale Ämter erhalten sollten; auch sie sollten nach und nach die einzelnen Ämter übernehmen und nicht vor dem Abschluss des 30. Lebensjahres zum Priester geweiht werden.
Schließlich mahnt Siricius den Empfänger, das Schreiben und darin enthaltenen Vorschriften weithin bekannt zu machen.

## Rezeption
Das Schreiben Directa ad decessorem wurde in zwanzig Kanones-Sammlungen, die im sechsten Jahrhundert in Italien und Gallien entstanden, aufgenommen. Über Sammlungen wie die Collectio Dionysiana, die Hispana und Pseudo-Isidor erlangte die Dekretale dann im weiteren Mittelalter sehr weite Verbreitung. Auszüge waren über das Decretum Gratiani Teil des Corpus Iuris Canonici und damit Teil des bis 1917 gültigen katholischen Kirchenrechts.

## Bedeutung
Das Schreiben ist eine wichtige Quelle für die Kirchengeschichte und die kirchliche Rechtsgeschichte. Erstens handelt es sich um die erste Dekretale, die überliefert (und zudem sicher datierbar) ist. Das Schreiben thematisiert zudem die Autorität von Dekretalen (constituta decretalia) und stellt diese auf eine Stufe mit den Kanones (canones), eine wichtige Aufwertung der Dekretalen als Rechtsquelle. Zweitens ist der Brief eine sehr wichtige Quelle für die Geschichte des Zölibats, des kirchlichen Eherechts und des Weiherechts, da es sich um die erste erhaltene Äußerung eines Papstes zur sexuellen Enthaltsamkeit des Klerus und eine der frühesten aus Rom stammenden Quellen zu den einzelnen Weihegraden handelt (ungefähr zeitgleich entstanden sind die Canones Romanorum ad Gallos episcopos).

## Editionen und Übersetzungen
Die Dekretale ist seit dem frühen 16. Jahrhundert mehr als dreißig Mal gedruckt worden, oft als Teil von größeren Sammlungen von Konzilsbeschlüssen oder Kanones-Sammlungen. Die editio princeps erfolgte durch Jacques Merlin 1524 im Rahmen seiner Pseudoisidor-Ausgabe. Die bis heute sehr weit verbreitete (Teil-)Ausgabe im Rahmen der editio Romana des Corpus Iuris Canonici (nachgedruckt in Friedbergs Ausgabe des Decretum Gratiani) enthält Änderungen des Textes, die von den sogenannten correctores Romani ohne handschriftliche Grundlage eingefügt wurden. Der Mauriner Pierre Coustant legte 1721 eine Edition vor, die auf zahlreichen Handschriften und Drucken basiert, allerdings als eklektische Edition „für editorische Arbeiten unbrauchbar“ ist. Die von Zechiel-Eckes erstellte und von Jasper für den Druck überarbeitete kritische Edition basiert auf 42 Textzeugen, die insgesamt 20 unterschiedliche Kanones-Sammlungen vertreten.
- Pierre Coustant: Epistolae Romanorum Pontificum [...] ab anno Christi 67 ad annum 440. apud Ludovicum-Dionysium Delatour, Paris 1721, hier Sp. 623–639; Digitalisat.
- Christian Hornung: Directa ad decessorem. Ein kirchenhistorisch-philologischer Kommentar zur ersten Dekretale des Siricius von Rom (= Jahrbuch für Antike und Christentum. Ergänzungsband 8) Aschendorff, Münster 2011, ISBN 978-3-402-10915-1, S. 75–256. [Lateinischer Text nach Coustant mit Verbesserungen und eigener deutscher Übersetzung.]
- Hermann Josef Sieben: Vetustissimae epistulae Romanorum pontificum / Die ältesten Papstbriefe Band  2 (= Fontes christiani. Band 58/2). Herder, Freiburg 2014, S. 301–327. [Lateinischer Text und Übersetzung nach Hornung; mit Anmerkungen.]
- Robert Somerville, Bruce Clark Brasington: Prefaces to Canon Law Books in Latin Christianity: Selected Translations, 500–1317. Catholic University of America Press, Washington 2020, S. 31–39. doi:10.12987/9780300160680 [Englische Übersetzung.]
- Klaus Zechiel-Eckes: Die erste Dekretale. Der Brief Papst Siricius’ an Bischof Himerius von Tarragona vom Jahr 385 (JK 255). Aus dem Nachlass herausgegeben von Detlev Jasper (= MGH. Studien und Texte. Band 55). Hahn, Hannover 2013, S. 82–119, ISBN 978-3-7752-5715-2. [Kritische Edition und deutsche Übersetzung.]